# Édits grecs d'Ashoka

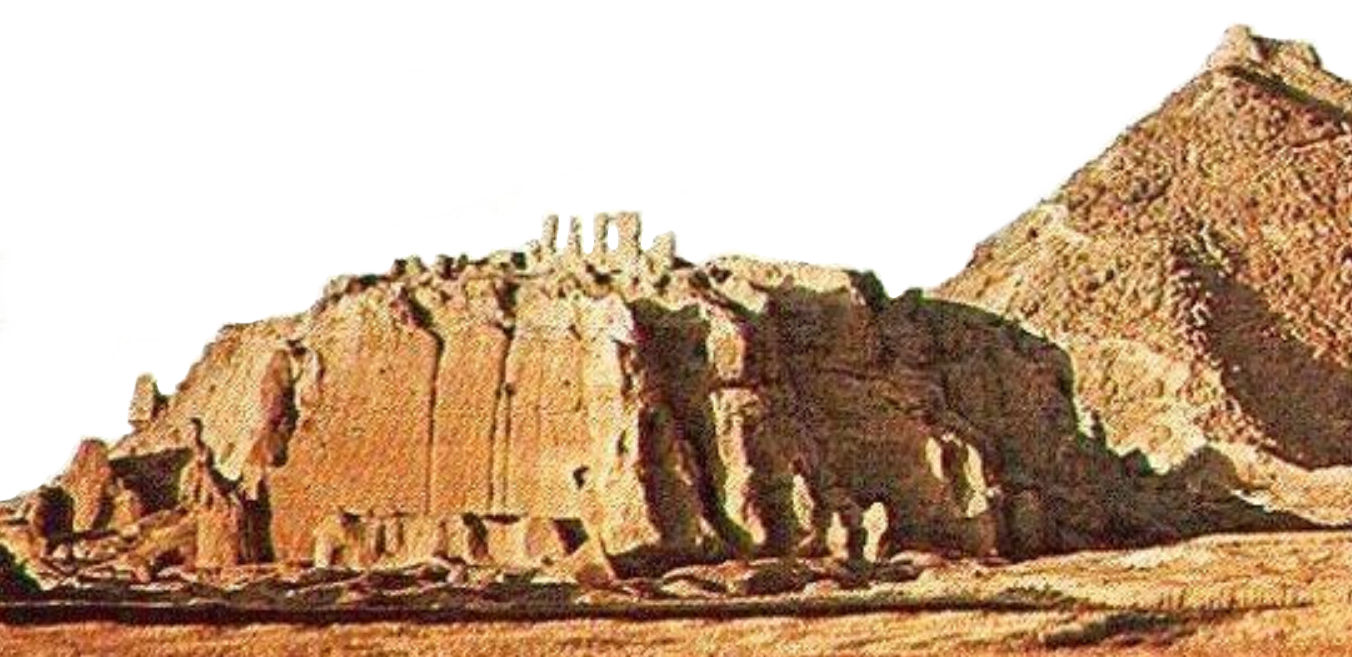
L'inscription a été découverte dans les vestiges de la citadelle, ou vieille ville de Kandahar (probablement l'ancienne Alexandrie d'Arachosie). L'élévation est entièrement le fait de la main de l'homme.

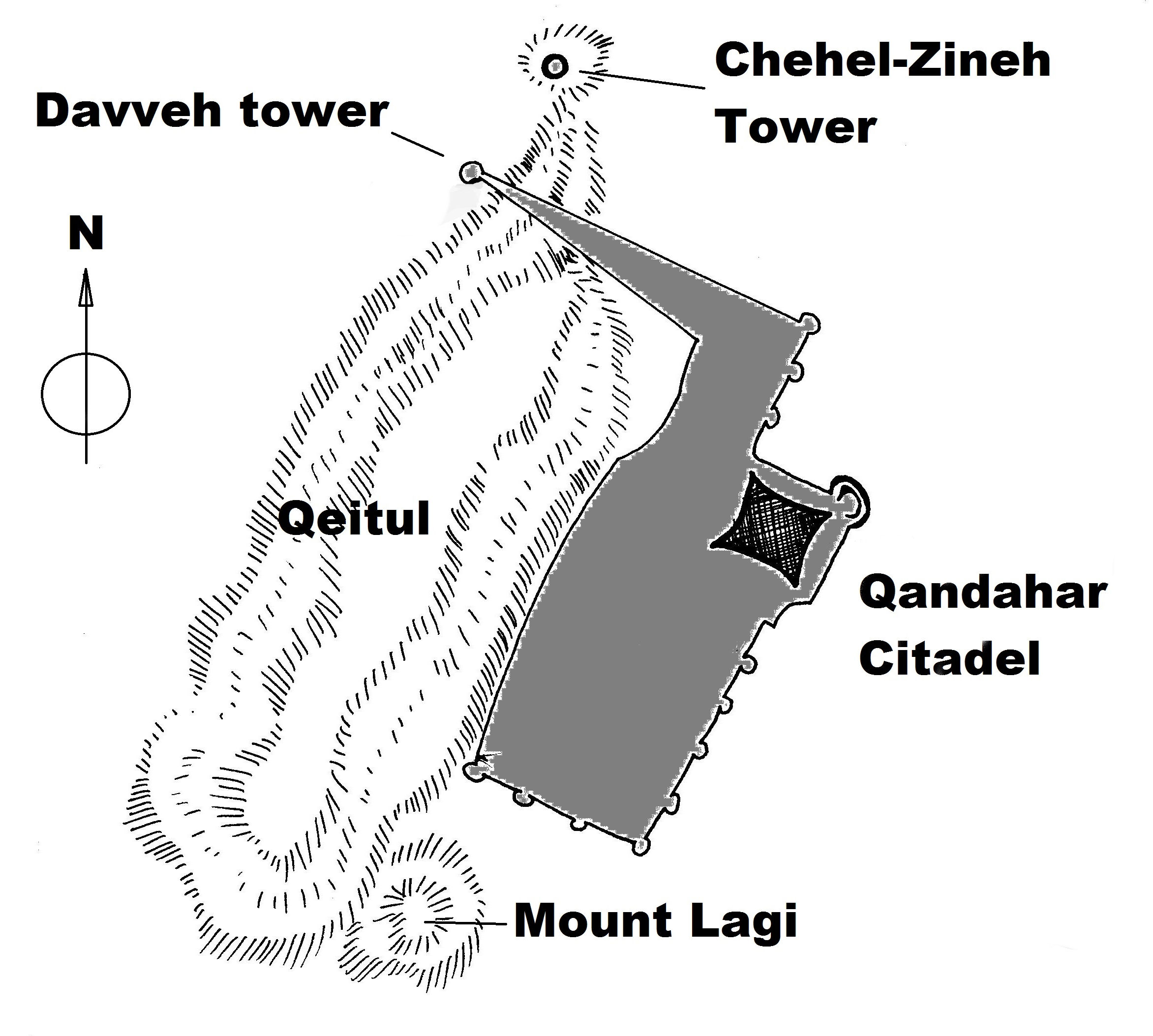
L'édit provient de la citadelle, au cœur de la forteresse de Kandahar.

Les édits grecs d'Ashoka font partie des édits d'Ashoka gravés par l'empereur indien Ashoka vers 260 av. J.-C., mais ils ont la particularité d'avoir été gravés en langue grecque à Kandahar en Afghanistan. Ils ont été découverts en 1963, probablement dans la vieille ville de Kandahar. On pense que la vieille ville de Kandahar a été fondée au IVe siècle av. J.-C. par Alexandre le Grand, qui lui a donné le nom d'Alexandrie d'Arachosie.
Il s'agit d'une plaque de calcaire, qui, probablement, avait appartenu à un bâtiment, et sa taille est de 45×69,5×20 cm et d'environ 12 cm d'épaisseur. C'est la seule inscription d'Ashoka connue ayant appartenu à un édifice en pierre. Le début et la fin du fragment sont tronqués (fin de l'édit no 12 et début de l'édit no 13), ce qui suggère que l'inscription originelle était significativement plus longue, et incluait probablement les 14 des édits majeurs d'Ashoka, comme c'est le cas pour tous les autres édits majeurs du nord-ouest de l'Inde, qui sont systématiquement regroupés de 1 à 14 (Khalsi, Mansehra, Girnar et Shahbazgarhi). La plaque comportant l'inscription a été trouvée en septembre 1963 à proximité des ruines de la vieille ville de Kandahar par le médecin allemand Seyring, où les archéologues pensent qu'elle était enfouie. Après que des photographies et estampages eurent été pris par la Délégation archéologique française en Afghanistan, dont Marc Le Berre et Gérard Fussman, la plaque a ensuite été remise au musée de Kaboul en janvier 1964,, mais elle a disparu lors du conflit afghan comme beaucoup d'autres objets qui étaient dans ce musée,.

## Contexte
Des communautés grecques vivaient dans le nord-ouest de l'empire Maurya, actuellement au Pakistan, notamment l'ancienne Gandhara près de l'actuelle capitale pakistanaise d'Islamabad et dans la région de Gédrosie, et dans le sud de l'Afghanistan actuel, à la suite de la conquête et de la colonisation d'Alexandre le Grand, environ 323-320 avant notre ère. Ces communautés semblent donc avoir été encore significatives dans le domaine de l'Afghanistan sous le règne de l'empereur Ashoka.

## Contenu

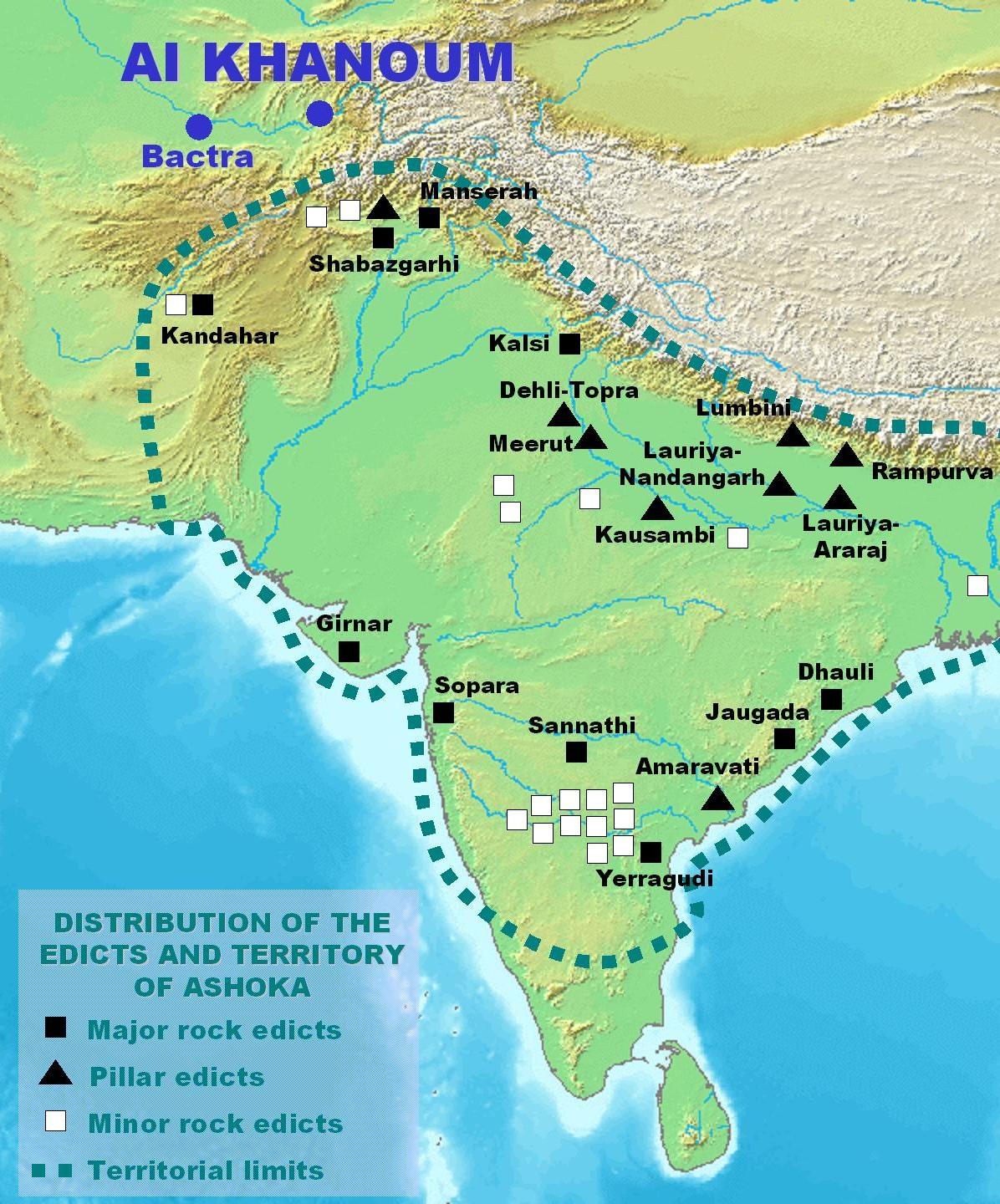
L'inscription grecque de Kandahar était située à la limite occidentale de l'Empire Indien, près de la frontière avec le Royaume gréco-bactrien et sa capitale Aï-Khanoum.

L'Édit est une version grecque de la fin du 12e Édit (qui décrit les préceptes moraux) et le début du 13e Édit (qui décrit le remords du Roi et de sa conversion après la guerre de Kalinga), ce qui en fait une partie des Edits Majeurs sur Rocher, bien qu'elle n'ait pas été gravée sur un rocher mais sur la plaque d'un bâtiment, en calcaire. Cette inscription n'utilise pas une autre langue en parallèle, contrairement à la fameuse Inscription bilingue de Kandahar en grec et en Araméen, découverte dans la même zone générale.
La langue grecque utilisée dans l'inscription est de très haut niveau et affiche un grand raffinement philosophique. Il s'agit d'un grec philosophique tout à fait pur, d'un niveau équivalent aux inscriptions grecques du bassin méditerranéen. Selon Schlumberger, "ces lambeaux de traduction grecque sont exempts de tout provincialisme", il s'agit d'"excellents morceaux de littérature grecque, qui font usage du langage technique des philosophes et des orateurs grecs, du langage de Platon, d’Aristote, d’Isocrate" Cette inscription atteste de la pureté et de la sophistication du monde hellénistique jusqu'à ses confins orientaux.
Selon Louis Robert, l'existence de ces édits dans un grec de très haut niveau témoigne à la fois de la grande sophistication de la communauté grecque de Kandahar, et d'une vraie communication, d'un vrai échange culturel, entre des intellectuels grecs et la pensée indienne. Pour lui, il devient tout à fait probable que ces Grecs de Kandahar très au fait de la culture indienne aient pu à leur tour transmettre les idées indiennes aux cercles philosophiques du monde méditerranéen, de Seleucie du Tigre, d'Antioche, d'Alexandrie, de Pella ou de Cyrène. Il suggère que les fameux émissaires d'Ashoka envoyés dans les cours hellénistiques occidentales selon l'Edit N°13 d'Ashoka étaient en fait des sujets et citoyens grecs de Kandahar, qui avaient toutes les capacités pour effectuer ces ambassades. Certains philosophes comme Hégésias de Cyrène eurent en effet des positions se rapprochant du bouddhisme, ses idées rappelant par exemple la doctrine bouddhiste de la souffrance. On pense qu'il aurait pu être influencé par les missionnaires d'Ashoka,,.

## Implications

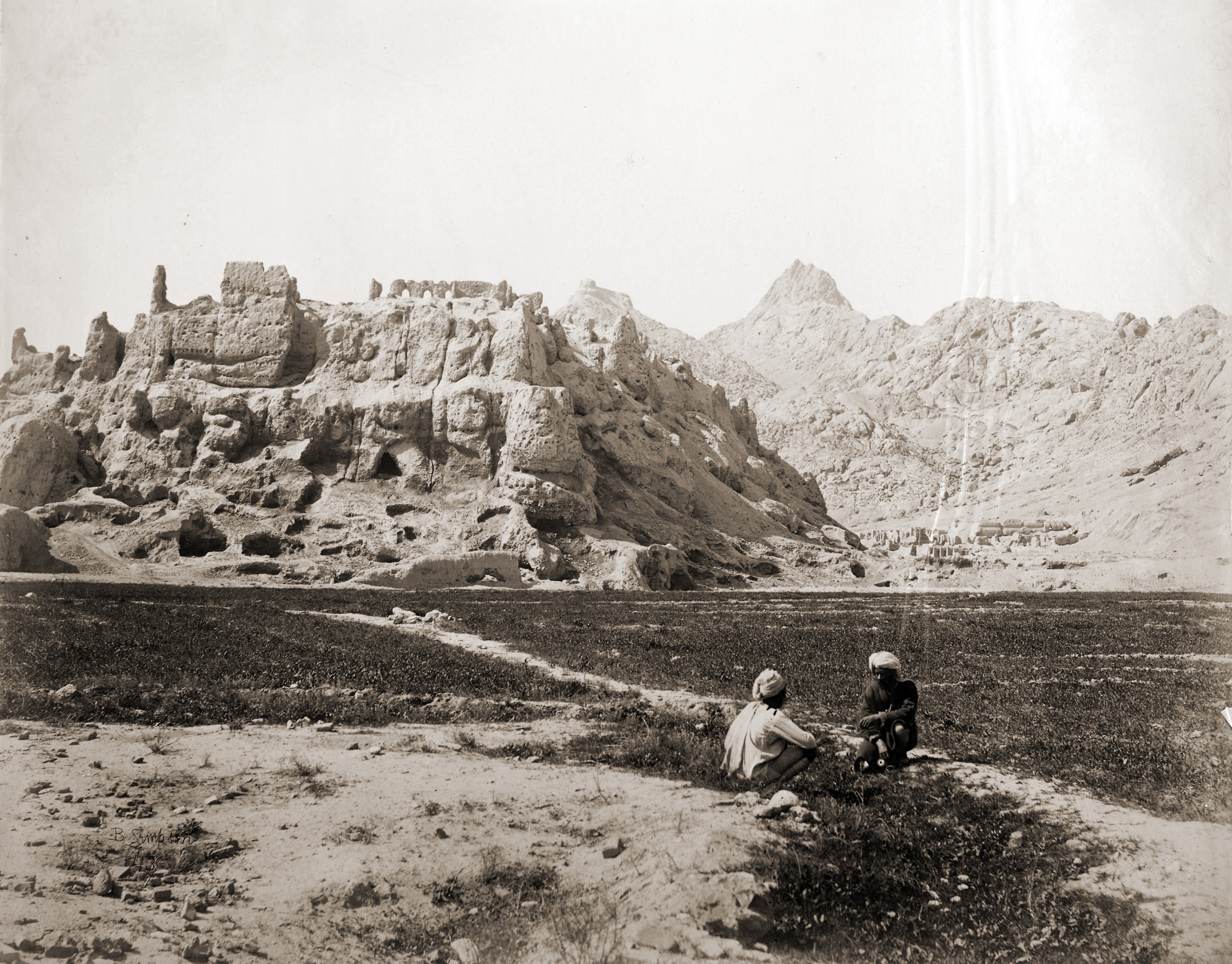
Photographie de 1881 montrant les ruines de la vieille ville de Kandahar, citadelle ("Zor Shar") où l'inscription en grec a été découverte.

La promulgation de cet édit dans la province de Kandahar est généralement considérée comme la preuve que l'empereur Ashoka avait le contrôle de cette partie de l'Afghanistan, sans doute après que Séleucos eut cédé ce territoire à Chandragupta Maurya dans leur accord de paix en 305-320 av.J-C L'Édit suggère également la présence d'une importante population grecque dans la région.. À la même époque, les Grecs étaient établis dans le Royaume gréco-bactrien voisin, et en particulier dans la ville frontière d'Aï-Khanoum, dans la partie nord de l'Afghanistan.

## Chronologie
Les édits rupestres, dont ces édits en grec font partie de par leur contenu sinon de par leur support, auraient été rédigés afin de propager le Dharma, à partir de la 12e année du règne d'Ashoka, comme il le mentionne lui-même dans plusieurs inscriptions. Il s'agit des 14 Edits rupestres majeurs et des Edits mineurs. Ces inscriptions d'Ashoka sont en langue indienne à l'exception des Edits grecs d'Ashoka, inscrits sur une stèle de calcaire. Ils font suite à la toute première inscription d'Ashoka, rédigée en l'année 10 de son règne, et deux ans seulement après la fin de sa conquête du Kalinga, l'inscription bilingue de Kandahar établie à Chilzina (en), Kandahar, au centre de l'Afghanistan. Cette première inscription fut rédigée en grec classique et en araméen exclusivement. Ce n'est qu'ensuite, au cours des 26 et 27e années de son règne, qu'Ashoka inscrivit de nouveaux édits, cette fois-ci sur des colonnes majestueuses, les Piliers d'Ashoka. Il s'agit des Edits sur colonne.

## Texte des édits grecs d'Ashoka
| Traduction en français | Texte en Grec |
| --- | --- |
| « (Fin de l'édit N°12) ...la piété et la maîtrise de soi dans toutes les écoles de pensée. Or est surtout maître de lui celui qui est maître de sa langue. Et qu'ils ne se louent pas eux-mêmes ni ne dénigrent autrui sur aucun sujet. Car cela est vain, et il vaut mieux, de toutes manières, s'efforcer de louer les autres et de ne pas les dénigrer. En agissant ainsi, ils se grandissent et se concilient les autres; en transgressant cela ils déservent leur réputation et s'attirent l'hostilité des autres. Ceux qui se louent eux-mêmes et dénigrent les autres se conduisent avec trop d'ardeur personnelle; en voulant briller plus que les autres, ils se nuisent bien plutôt à eux-mêmes. Il convient de se respecter mutuellement, et d'accepter chacun les leçons des autres. En agissant ainsi ils accroîtront leur savoir, en se transmettant mutuellement ce que chacun d'eux sait. Et que l'on n'hésite pas à le dire à ceux qui pratiquent cela, afin qu'ils persistent toujours dans la piété. (Début de l'Edit N°13 d'Ashoka) Dans sa huitième année de règne, Piodassès a conquis le Kalinga. Cent cinquante mille personnes y ont été capturées et en ont été déportées, et cent mille autres ont été tuées, et à peu près autant sont mortes. Depuis ce temps là, la pitié et la compassion l'ont saisi; et cela lui a pesé. De la même manière qu'il ordonnait de s'abstenir des êtres vivants, il déploie zèle et effort pour la piété. Et ceci aussi le roi l'a ressenti avec grand chagrin: les brahmanes et les sramanes et les autres personnes se consacrant à la piété qui habitent là (au Kalinga) (il fallait que ceux qui habitent là soient instruits des intérêts du roi, et révèrent et respectent leur maître, leur père, leur mère, et chérissent et ne trompent point leurs amis et compagnons, et traitent avec le plus de douceur possible leurs esclaves et leurs serviteurs) si parmi ceux qui, là, se comportaient de la sorte, certain mourraient ou étaient déportés, cela même les autres le tenaient pour secondaire; mais le roi s'en afflige à l'extrême. Et comme chez les autres peuples il y a .... (pour la suite en langue indienne, voir Edit N°13 d'Ashoka) » Traduction de Daniel Schlumberger, "Une nouvelle inscription grecque d'Açoka". | « 1. [.εὐ]σέβεια καὶ ἐγκράτεια κατὰ πάσας τὰς διατριβάς· ἐγκρατὴς δὲ μάλιστά ἐστιν 2. ὃς ἂν γλώσης ἐγκρατὴς ἦι. Καὶ μήτε ἑαυτοὺς ἐπα[ι]νῶσιν, μήτε τῶν πέλας ψέγωσιν 3. περὶ μηδενός· κενὸν γάρ ἐστιν· καὶ πειρᾶσθαι μᾶλλον τοὺς πέλας ἐπαινεῖν καὶ 4. μὴ ψέγειν κατὰ πάντα τρόπον. Ταῦτα δὲ ποιοῦντες ἑαυτοὺς αὔξουσι καὶ τοὺς 5. πέλας ἀνακτῶνται· παραβαίνοντες δὲ ταῦτα, ἀκ(λ)εέστεροί τε γίνονται καὶ τοῖς 6. πέλας ἀπέχθονται. Οἳ δ’ ἂν ἑαυτοὺς ἐπαινῶσιν, τοὺς δὲ πέλας ψέγωσιν φιλοτιμότερον 7. διαπράτονται, βουλόμενοι παρὰ τοὺς λοιποὺς ἐγλάμψαι, πολὺ δὲ μᾶλλον βλάπτου[σι] 8. ἑαυτούς. Πρέπει δὲ ἀλλήλους θαυμάζειν καὶ τὰ ἀλλήλων διδάγματα παραδέχεσθα[ι]. 9. Ταῦτα δὲ ποιοῦντες πολυμαθέστεροι ἔσονται, παραδιδόντες ἀλλήλοις ὅσα 10. ἕκαστος αὐτῶν ἐπίσταται. Καὶ τοῖς ταῦτα ἐπ[α]σκοῦσι ταῦτα μὴ ὀκνεῖν λέγειν ἵνα δει- 11. αμείνωσιν διὰ παντὸς εὐσεβοῦντες. Ὀγδόωι ἔτει βασιλεύοντος Πιοδάσσου 12. κατέστρ(α)πται τὴν Καλίγγην. Ἦν ἐζωγρημένα καὶ ἐξηγμένα ἐκεῖθεν σωμάτων 13. μυριάδες δεκαπέντε καὶ ἀναιρέθησαν ἄλλαι μυριάδες δέκα καὶ σχεδὸν ἄλλοι τοσοῦ- 14. τοι ἐτελεύτησαν. Ἀπ’ ἐκείνου τοῦ χρόνου ἔλεος καὶ οἶκτος αὐτὸν ἔλαβεν· καὶ βαρέως ἤνεγκεν· 15. δι’ οὗ τρόπου ἐκέλευεν ἀπέχεσθαι τῶν ἐμψύχων σπουδήν τε καὶ σύντα(σ)ιν πεποίηται 16. περὶ εὐσεβείας. Καὶ τοῦτο ἔτι δυσχερέστερον ὑπείληφε ὁ βασιλεύς· καὶ ὅσοι ἐκεῖ ωἴκουν 17. βραμεναι ἢ σραμεναι ἢ καὶ ἄλλοι τινὲς οἱ περὶ τὴν εὐσέβειαν διατρίβοντες, τοὺς ἐκεῖ οἰκοῦ- 18. ντας ἔδει τὰ τοῦ βασιλέως συμφέροντα νοεῖν, καὶ διδάσκαλον καὶ πατέρα καὶ μητέρα 19. ἐπαισχύνεσθαι καὶ θαυμάζειν, φίλους καὶ ἑταίρους ἀγαπᾶν καὶ μὴ διαψεύδεσθαι, 20. δούλοις καὶ μισθωτοῖς ὡς κουφότατα χρᾶσθαι, τούτων ἐκεῖ τῶν τοιαῦτα διαπρασσο- 21. μένων εἴ τις τέθνηκεν ἢ ἐξῆκται, καὶ τοῦτο ἐμ παραδρομῆι οἱ λοιποὶ ἥγεινται, ὁ δὲ 22. [β]ασιλεὺς σφόδρα ἐπὶ τούτοις ἐδυσχέρανεν. Καὶ ὅτι ἐν τοῖς λοιποῖς ἔθνεσίν εἰσιν » Le texte complet en grec original est publié dans "Une nouvelle inscription grecque d'Açoka" par Daniel Schlumberger. |

Ashoka affirme aussi dans la suite de l'Edit N°13 d'Ashoka (suite uniquement connue en langue indienne malheureusement) que le Dharma a prévalu chez les rois hellénistiques Antiochos II, Ptolémée II, Antigone II Gonatas, Magas de Cyrène et Alexandre II d'Épire Étant donné la définition particulièrement morale de "Dharma" pour Ashoka, il est possible qu'il veuille simplement dire que vertu et piété existent maintenant depuis le bassin méditerranéen jusqu'au sud de l'Inde, plutôt que d'y voir une expansion du Bouddhisme vers l'Ouest, non confirmée historiquement.
Certains de ces rois sont connus pour avoir eu des relations avec l'Inde. Une communication d'Hégésandre (Athénée, Les Deipnosophistes, XIV, p. 652-653) nous informe que le roi Bindusara, père d'Ashoka, avait justement demandé à Antiochos Ier d'envoyer un philosophe grec à sa cour,. Après l'ambassadeur Mégasthène, envoyé par Séleucos Ier auprès de Chandragupta Maurya, grand-père d'Ashoka, avaient succédé Déimaque, ambassadeur auprès de son père Bindusara, et Dionysos, envoyé par Ptolémée II Philadelphe auprès d'Ashoka lui-même,.

## D'autres inscriptions en grec dans la vieille ville de Kandahar

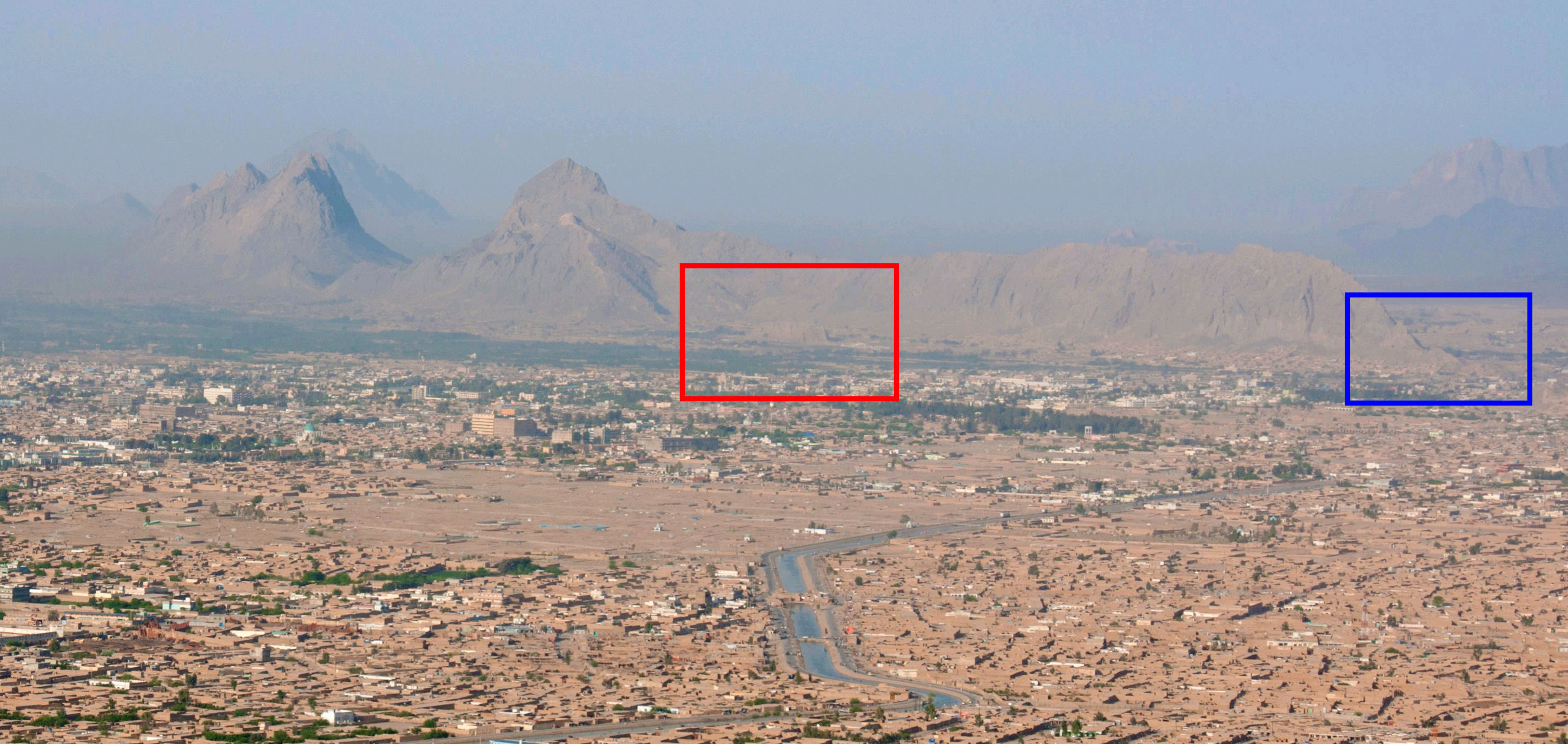
Ancienne ville de Kandahar (rouge) et Chil Zena, affleurement montagneux (bleu) sur le côté ouest de Kandahar

L'Inscription bilingue de Kandahar, découverte en 1958, est l'autre inscription bien connue d'Ashoka dans la région de Kandahar. Elle a été retrouvée sur le flanc de la montagne de Chil Zena, sur le côté ouest de la ville de Kandahar.

Deux autres inscriptions en grec sont connues à Kandahar. L'un est une dédicace en grec par un homme qui se nomme lui-même "fils d'Aristonax" (IIIe siècle av. J.-C.). L'autre est une composition élégiaque par Sophytos fils de Naratos (IIe siècle av. J.-C.).

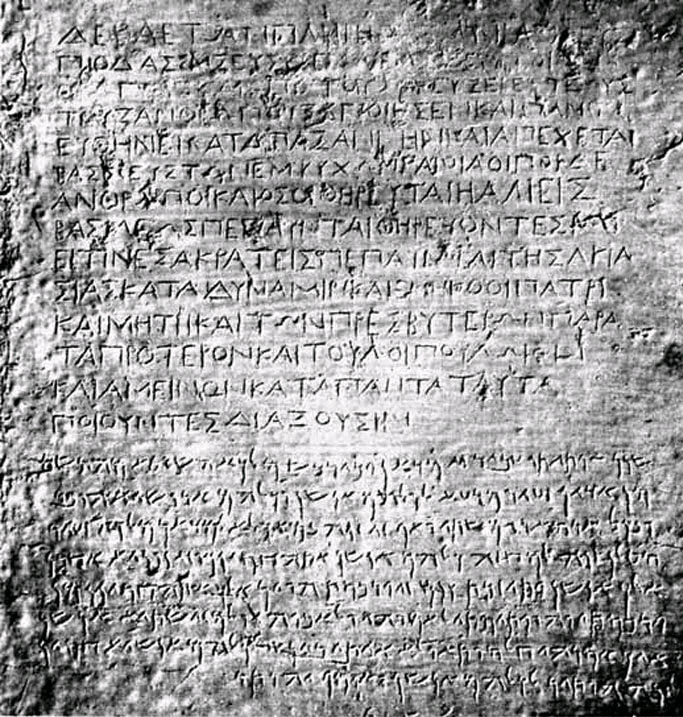
Inscription bilingue de Kandahar, en Grec et en Araméen, par l'Empereur Ashoka, IIIe siècle av. J.-C., Kandahar
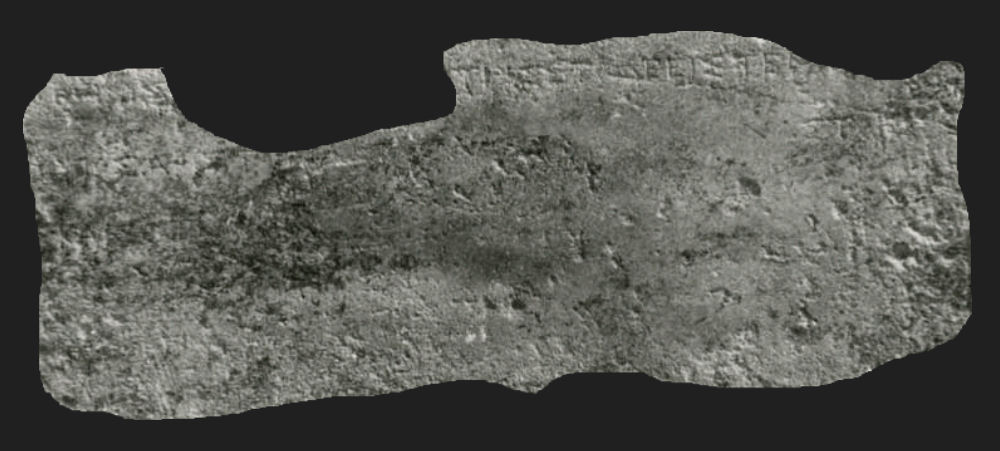
Inscription en grec par le "fils d'Aristonax", IIIe siècle av. J.-C., Kandahar
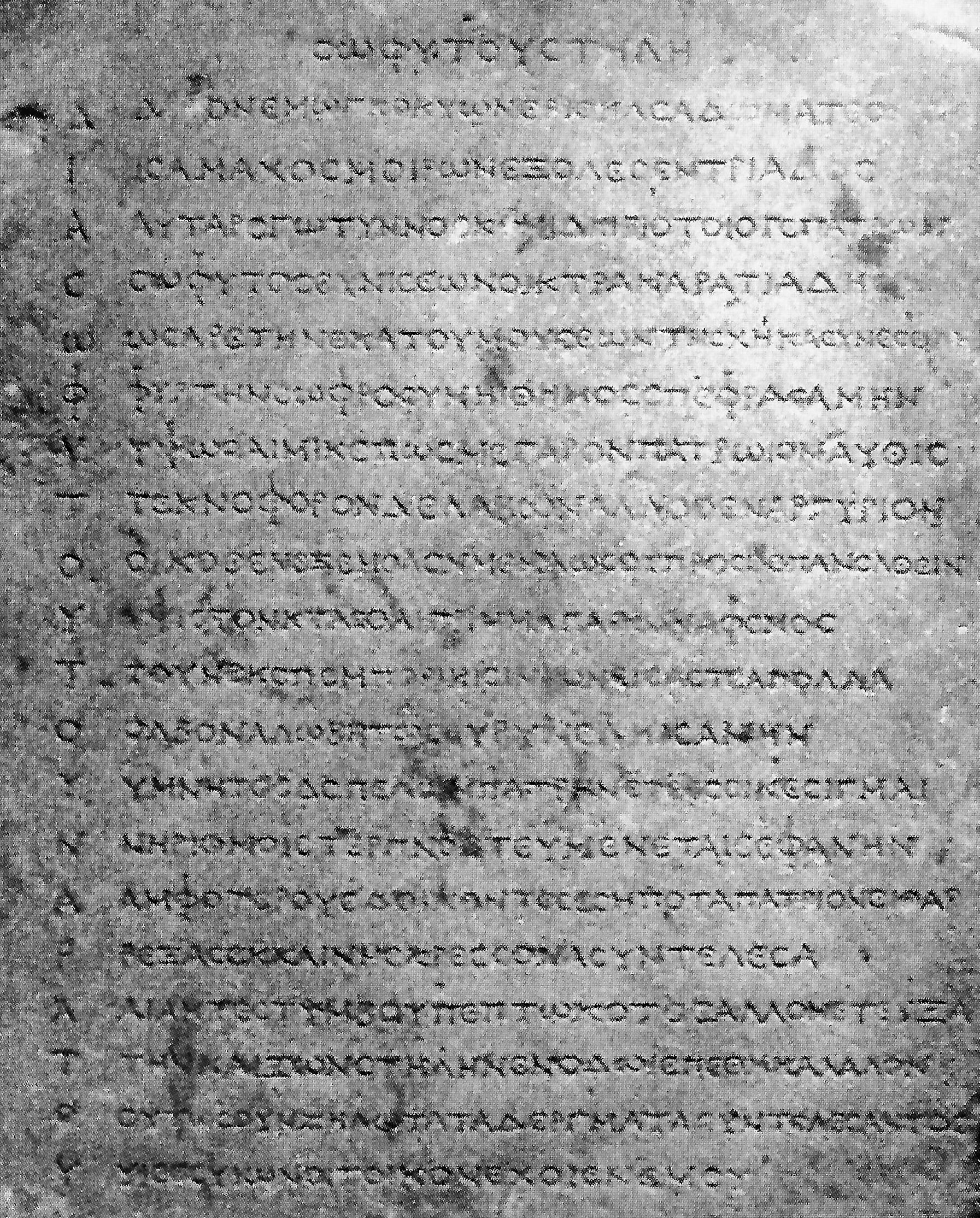
Inscription de Sophytos, IIe siècle av. J.-C., Kandahar

Une inscription d'Ashoka en araméen, l'Inscription araméenne de Kandahar, a aussi été découverte au même endroit et à la même époque que les Édits grecs d'Ashoka, laissant supposer une utilisation conjointe des deux séries d'inscriptions.

## Ouvrages
- Paul Bernard, « Aï Khanoum en Afghanistan hier (1964-1978) et aujourd'hui (2001) : un site en péril. Perspectives d'avenir (information) », Comptes-rendus des séances de l'Académie des Inscriptions et Belles-Lettres, vol. 145, no 2,‎ 2001, p. 971-1029 (lire en ligne)
- Guy Lecuyot et Osamu Ishizawa, « Aï Khanoum, ville grecque d’Afghanistan en 3D », Archéologia, no 420,‎ mars 2005, p. 60-71 (résumé)
- Valeri P. Yailenko, « Les maximes delphiques d'Aï Khanoum et la formation de la doctrine du dharma d'Asoka », Dialogues d'histoire ancienne, vol. 16, no 1,‎ 1990, p. 239-256 (lire en ligne)
- Daniel Schlumberger, « De la pensée grecque à la pensée bouddhique », Comptes rendus des séances de l'Académie des Inscriptions et Belles Lettres, vol. 116e année, no 1,‎ 1972, p. 188-199 (lire en ligne)